# Todd Helton
Todd Lynn Helton (ur. 20 sierpnia 1973) – amerykański baseballista, który występował na pozycji pierwszobazowego.
Helton studiował na University of Tennessee, gdzie w latach 1992–1995 grał w baseballowej i futbolowej drużynie uniwersyteckiej Tennessee Volunteers. W rozgrywkach college baseball grał na pozycjach pierwszobazowego i miotacza. W 1995 otrzymał nagrodę Dick Howser Trophy dla najlepszego baseballisty w NCAA.
W czerwcu 1995 został wybrany w pierwszej rundzie draftu z numerem ósmym przez Colorado Rockies i początkowo występował w klubach farmerskich tego zespołu, między innymi w Colorado Springs Sky Sox, reprezentującym poziom Triple-A. W Major League Baseball zadebiutował 2 sierpnia 1997 w meczu przeciwko Pittsburgh Pirates, w którym zdobył home runa i zaliczył single’a. W 1998 w głosowaniu na najlepszego debiutanta zajął 2. miejsce za Kerrym Woodem z Chicago Cubs.
19 czerwca 1999 w meczu z Florida Marlins zaliczył cycle jako trzeci zawodnik w historii klubu. W 2000 po raz pierwszy zagrał w Meczu Gwiazd, uzyskał najlepszą średnią w MLB (0,372), zaliczył najwięcej w MLB RBI (147), double’ów (59), najwięcej uderzeń w National League (216) i został wyróżniony spośród pierwszobazowych otrzymując po raz pierwszy w karierze nagrodę Silver Slugger Award. W kolejnych czterech sezonach cztery razy był członkiem NL All-Star Team, trzy razy zdobywał Złotą Rękawicę i trzy razy Silver Slugger Award. W 2001 wyrównał klubowy rekord Larry’ego Walkera, zdobywając w sezonie zasadniczym 49 home runów.
16 września 2007 w spotkaniu z Florida Marlins zdobył 300. home runa, zaś 1 września 2013 w meczu przeciwko Cincinnati Reds zaliczył 2500. uderzenie w MLB. Po raz ostatni zagrał 29 września 2013 w meczu z Los Angeles Dodgers.
17 sierpnia 2014 przed rozpoczęciem meczu Colorado Rockies – Cincinnati Reds wziął udział w ceremonii zastrzeżenia numeru 17, z którym występował.
| Nagroda/wyróżnienie            | Lata                         | Źródło |
| 5× All-Star                    | 2000, 2001, 2002, 2003, 2004 | [ 2 ]  |
| 3× Gold Glove Award            | 2001, 2002, 2004             | [ 2 ]  |
| 4× Silver Slugger Award        | 2000–2003                    | [ 2 ]  |
| # 17 zastrzeżony przez Rockies | 2014                         | [ 10 ] |